# Grethe Weiser
Pour les articles homonymes, voir Weiser.
Grethe Weiser est une actrice allemande, née le 27 février 1903 à Hanovre et morte le 2 octobre 1970  à Bad Tölz (Bavière ).

## Biographie
Grethe Weiser est Chevalier de l'Ordre du Mérite de la République fédérale d'Allemagne.

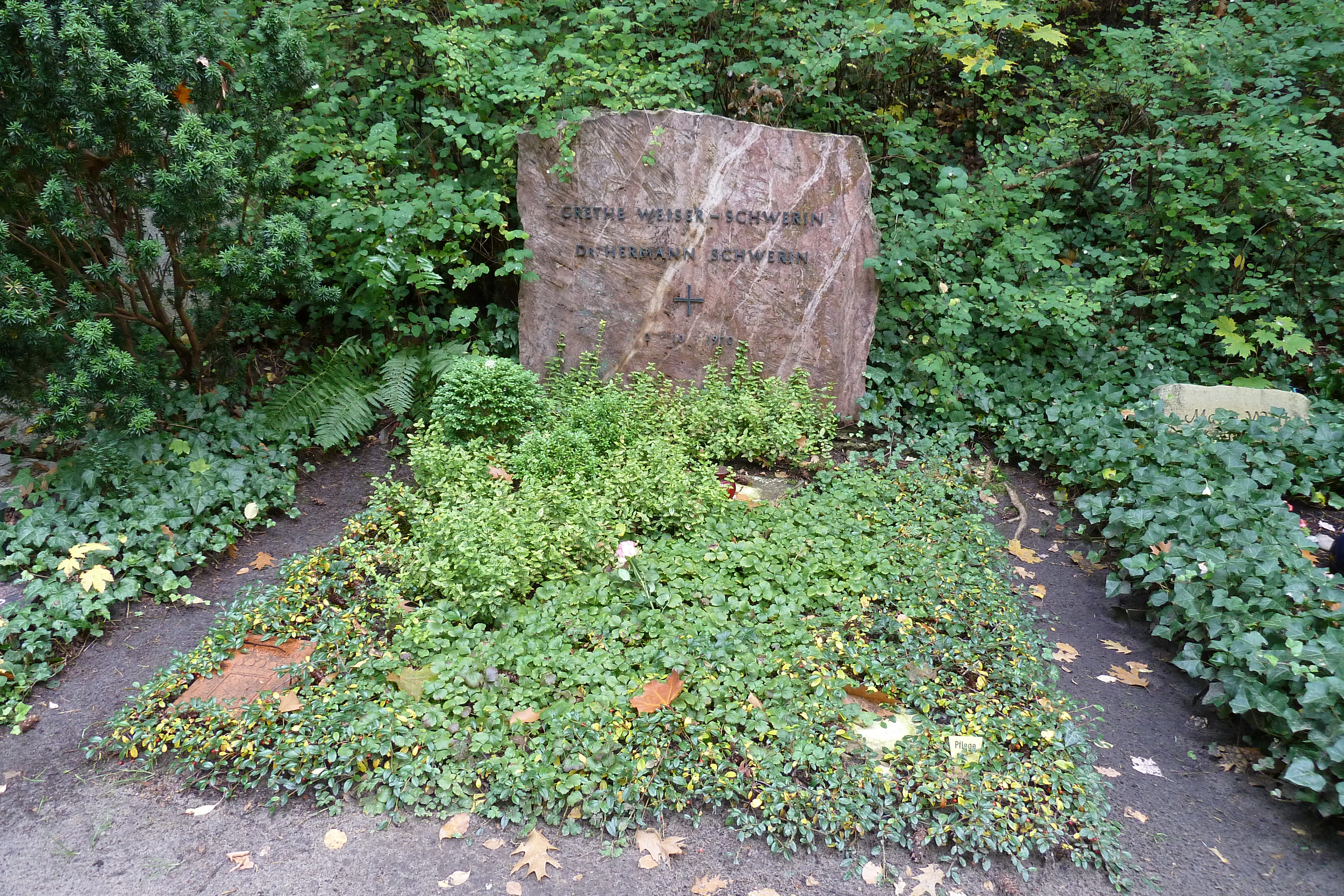
Tombe de Grethe Weiser au Waldfriedhof Heerstraße.

## Filmographie
(liste partielle)
- 1934 : Einmal eine große Dame sein
- 1934 : Schützenkönig wird der Felix
- 1936 : Fräulein Veronika
- 1936 : Hilde und die vier PS
- 1937 : Menschen ohne Vaterland
- 1937 : Meine Freundin Barbara
- 1938 : Femmes pour Golden Hill (Frauen für Golden Hill)
- 1939 : Frau am Steuer
- 1942 : Vive la musique (Wir machen Musik)
- 1944 : Famille Buchholz (Familie Buchholz) de Carl Froelich
- 1944 : Der Meisterdetektiv
- 1946 : Irgendwo in Berlin
- 1949 : Tromba
- 1949 : Liebe 47
- 1950 : Gabriela de Géza von Cziffra
- 1952 : Der Obersteiger de Franz Antel
- 1953 : Die Kaiserin von China
- 1953 : La Rose de Stamboul (Die Rose von Stambul) de Karl Anton
- 1953 : Der Vetter aus Dingsda (de)
- 1954 : Sans toi je n'ai plus rien (Bei Dir war es immer so schön) de Hans Wolff
- 1957 : Einmal eine grosse Dame sein
- 1957 : Tante Wanda aus Uganda de Géza von Cziffra
- 1957 : Casino de Paris d'André Hunebelle